# Риглер, Йозеф
Йозеф Риглер (нем. Josef Riegler; 5 июля 1922, Линц, Австрия — 27 мая 1947, Ландсбергская тюрьма) — австрийский унтершарфюрер СС, блокфюрер и рапортфюрер в концлагере Маутхаузен.

## Биография
Йозеф Риглер родился 5 июля 1922 года в семье рабочего на фабрике Йозефа Ридера и его супруги Катарины. В связи с хорошей успеваемостью в школе после её окончания хотел стать учителем. 30 апреля 1938 года после Аншлюса Австрии был зачислен в ряды СС. Впоследствии присоединился к штадандарту СС «Бранденбург» в Ораниенбурге, где получил военную подготовку.
Осенью 1939 году в составе штандарта СС «Мёртвая голова» участвовал в польской кампании. В апреле 1940 года в составе штандарта СС «Мёртвая голова» принимал участие в оккупации Норвегии. После того как это подразделение было включено в состав горнопехотной дивизии СС «Норд», Риглер летом отправился в Финляндию и на Восточный фронт, получив там обморожение обеих ног в конце 1941 года. В феврале 1942 года был переведён в концлагерь Маутхаузен, где стал блокфюрером. В феврале 1943 года Риглер был переведён в филиал Маутхаузен Гроссраминг, где был рапортфюрером и там он часто исполнял телесные наказания. В августе 1943 года был отправлен в филиал Вена-Швехат . В октябре 1943 года был переведён в сублагерь Редл-Ципф, а в январе 1944 года последовал его перевод в филиал в Пассау. В октябре 1944 года вернулся в концлагерь Маутхаузен, где служил в качестве рапортфюрера. Риглер был стрелком в расстрельной команде, возглавляемой шуцхафтлагерфюрером Иоганном Альтфульдишом. В середине ноября 1944 года участвовал в казни 26 югославских заключенных.
13 мая 1945 года был арестован армией США в Фёклабрукке и доставлен в Дахау. 13 мая 1946 года на Главном Маутхаузенском процессе был приговорён к смертной казни через повешение. 27 мая 1947 года приговор был приведён в исполнение в Ландсбергской тюрьме.